# Marcipopsis uniformis
Marcipopsis uniformis là một loài bướm đêm trong họ Noctuidae.